# Psykoanalytiker
Psykoanalytiker är den som har till yrke att bedriva psykoanalys. Psykoanalytiker är inte en skyddad yrkestitel. 

## Historik
1910 bildades International Psychoanalytical Association, IPA, som sedan dess övervakar rättningen i de anslutna föreningarnas led. Sigmund Freud förklarade (1910) skälet till IPA:s bildande: "... för att vi skall kunna avsäga oss ansvar för det som görs av dem som inte hör till oss men ändå kallar sin behandling psykoanalys.".